# Liste der Bodendenkmäler in Heinersreuth
Auf dieser Seite sind die Bodendenkmäler in der oberfränkischen Gemeinde Heinersreuth zusammengestellt. Diese Tabelle ist eine Teilliste der Liste der Bodendenkmäler in Bayern. Grundlage ist die Bayerische Denkmalliste, die auf Basis des Bayerischen Denkmalschutzgesetzes vom 1. Oktober 1973 erstmals erstellt wurde und seither durch das Bayerische Landesamt für Denkmalpflege geführt wird. Die folgenden Angaben ersetzen nicht die rechtsverbindliche Auskunft der Denkmalschutzbehörde.

## Bodendenkmäler in Heinersreuth
| Lage                   | Objekt | Akten-Nr.     | Bild           |
| ---------------------- | --- | ------------- | -------------- |
| (Standort)             | Burgstall des Mittelalters. | D-4-6035-0006 |                |
| (Standort)             | Freilandstation des Mesolithikums. | D-4-6035-0007 |                |
| (Standort)             | Grabhügel vorgeschichtlicher Zeitstellung.                                                                                            | D-4-6035-0010 |                |
| (Standort)             | Grabhügel vorgeschichtlicher Zeitstellung.                                                                                            | D-4-6035-0011 |                |
| (Standort)             | Freilandstation des Mesolithikums und Siedlung des Neolithikums sowie Wüstung des Hochmittelalters.                                   | D-4-6035-0041 |                |
| (Standort)             | Freilandstation des Paläolithikums und des Mesolithikums sowie Siedlung des Neolithikums.                                             | D-4-6035-0043 |                |
| (Standort)             | Burgstall des Mittelalters. | D-4-6035-0065 |                |
| (Standort)             | Siedlung vorgeschichtlicher Zeitstellung.                                                                                             | D-4-6035-1003 |                |
| (Standort)             | Archäologische Befunde und Funde sowie untertägige Teile des abgegangenen frühneuzeitlichen Schlosses von Heinersreuth.               | D-4-6035-1004 |                |
| Schloßhof 1 (Standort) | Mittelalterliche Vorgängerbauten und Befunde der frühen Neuzeit im Bereich des ehemaligen Schlosses von Altenplos mit Wirtschaftshof. | D-4-6035-1082 | weitere Bilder |